# 333079 Keara
333079 Keara è un asteroide della fascia principale. Scoperto nel 2007, presenta un'orbita caratterizzata da un semiasse maggiore pari a 2,557525 UA e da un'eccentricità di 0,176363, inclinata di 5,289885° rispetto all'eclittica.